# Józef Dzierżek
Józef Dzierżek herbu Nieczuja – miecznik bielski w latach 1742-1747, skarbnik parnawski w latach 1734-1742.
Delegat ziemi bielskiej w konfederacji dzikowskiej w 1734 roku.